# Пайкенд
Пайке́нд (перс. پیکند‎, араб. بيكند‎) — древний город, находившийся в 40 километрах к западу от Бухары.

## Исследования Пайкенда
В 1914 году были проведены первые раскопки Пайкенда секретарём Туркестанского кружка любителей археологии Л. А. Зиминым.
В 1939—1940 годах в Пайкенде работала Зарафшанская экспедиция, организованная Государственным Эрмитажем и Институтом истории материальной культуры, в которой принимали участие также члены Узбекского комитета по охране памятников старины и искусств (Узкомстариса).
В 1981 году систематические исследования городища начала совместная Бухарская археологическая экспедиция Эрмитажа и Института археологии Узбекистана.
В целом из 20 гектаров площади городища до 2010-х годов исследовано около 15 %.

## Древний и раннесредневековый период

Пайкенд между Бухарой и Амулем в VIII веке

Пайкенд — крупный город Бухарского Согда — назывался «городом купцов» и вообще обходился без правителя и владетеля, — это была буржуазная городская коммуна в европейском смысле слова.
Первое поселение на месте Пайкенда возникло в III веке до нашей эры. Позже в северо-восточном углу была построена квадратная цитадель. Оно имело собственную систему укреплений. Общая толщина крепостных стен цитадели в северо-восточном углу составляла более 30 м. В цитадели находилось святилище огня. Город состоял из двух частей: цитадели и шахристана. В цитадели находилась резиденция правителя и его дворец. В конце VIII — начале IX вв. за пределами крепостных стен возникают рабады — ремесленные предместья и рабаты — военные лагеря борцов за веру. В западной части города хорошо сохранились остатки 10 башен — великолепные образцы согдийской военной архитектуры V—VI вв. Они прямоугольные в плане, двухэтажные с тремя рядами прямоугольных бойниц на фасаде. По некоторым сведениям Пайкенд был вольным городом, то есть в городе существовала система внутреннего самоуправления.
В раннем Средневековье он вместе с Самаркандом стали торговыми центрами Средней Азии.
Фирдоуси в своей поэме «Шах-наме» сообщает, что Кей-Хосров построил в Пайкенде Храм огня, где была записана священная книга зороастрийцев Авеста. Историки Томашек, Маркварт отождествляли Пайкенд с резиденцией эфталитских царей. Историки Ат-Табари, Ибн Хордадбех, Ибн ал-Факих называли его «Мадина ат-туджар» — «Город купцов», Наршахи (899—959) в «Истории Бухары» называл Пайкенд «Шахристан-и роин» — «Бронзовый шахристан» или «Медный город» из-за мощных крепостных стен.

## Арабское завоевание
В 706 году арабский полководец и наместник Хорасана — Кутейба ибн Муслим подступил к Пайкенду. Только сделав подкоп под крепостными стенами, арабы овладели городом. В Пайкенде была захвачена большая добыча, подобно которой арабы не захватывали в Хорасане. Много золотых и серебряных сосудов, серебряного идола весом 4 тысячи дирхемов, множество серебряных кубков общим весом 150000 золотых мискалей. Один из защитников предложил за себя выкуп, равный 1 млн дирхемов, но Кутейба отказал и велел казнить его.

## Пайкенд в IX—XII веках
С IX в. Пайкенд превращается в один из центров ислама. В период правления династии Саманидов здесь велось значительное строительство. В Пайкенде была построена большая соборная мечеть. Рядом с ней при раскопках было открыто основание минарета IX века диаметром около 11 м, что почти на 1 м превышает размер основания знаменитого минарета Калян в Бухаре.
При раскопках в Пайкенде открыта самая древняя аптека в Средней Азии, датируемая 790 годом.
В 921 Байканд посетило арабское посольство (известное по отчёту его секретаря ибн-Фадлана) по пути в Волжскую Болгарию.

## Упадок города
В начале XI в. жизнь в городе замирает, вероятно, из-за недостатка воды. Караханид Арслан-хан в XII веке предпринял неудачную попытку провести к Пайкенду отдельный канал из Зеравшана. Много погибло здесь людей, много потрачено было усилий и средств, но все-таки пришлось оставить это дело за невозможностью выполнить эту работу.
Пайкент частично существовал вплоть до XV века.
В настоящее время на его территории ведутся археологические раскопки.